# كاسوميغاورا (إيباراكي)
كاسوميغاورا (باليابانية: かすみがうら市 كاسوميغاورا-شي) هي مدينة تقع في محافظة إيباراكي، اليابان. تأسست المدينة في 28 مارس 2005، وأخذت المدينة اسمها من البحيرة القريبة، بحيرة كاسوميغاورا، تتميز المدينة بأنها تحمل أطول اسم في اليابان (من حيث عدد الأحرف المستخدمة).

## وصلات خارجية
- موقع بلدية كاسوميغاورا